# Ollignies
 Ollignies (en néerlandais Woelingen) est une section de la commune belge de Lessines située en Région wallonne dans la province de Hainaut.

## Géographie

### Lieux-dits de la section
Buriane, Bronchenne, Château, Église, Florbecq, Grand marais, Hameau d'en-haut, Hameau du pont, Hazerie, Mazenque, Petit marais, Pokâye, Pont, Rouyère, Verte louche.

### Communications
La section d'Ollignies est située sur la route nationale 57, entre l'autoroute E429 (A8) et le centre de Lessines. Elle est desservie par les bus TEC de la ligne 87 Renaix (Ronse) - Enghien (Edingen) 

## Évolution démographique
- Sources : INS, Rem. : 1831 jusqu'en 1970 = recensements, 1976 = nombre d'habitants au 31 décembre.

## Histoire
Dépendant à l'origine de la châtellenie d'Ath ; ensuite du département de Jemappes sous la domination française et actuellement de la province de Hainaut, de l'arrondissement de Soignies et de la ville de Lessines. Ollignies a appartenu au diocèse de Cambrai jusqu'en 1802, date à laquelle elle passe sous celui de Tournai.
Faute d'étude lui ayant été consacrée, on ne sait pratiquement rien sur l'histoire de ce village dont le territoire n'a donné lieu jusqu'à présent à aucune découverte archéologique.
Cité pour la première fois en 1143, Ollignies constitua, sous l'Ancien Régime, un arrière-fief de la seigneurie puis comté de Boussu. À côté de la seigneurie principale dont la succession exacte des familles l'ayant détenue reste à établir, on trouvait celle de (la) Florbecq ou Flobecq qui semble avoir eu une certaine importance.
Collateur de la cure de l'église paroissiale dédiée à sainte Agathe et partageant les dîmes avec le curé, l'abbaye de Ghislenghien possédait également des biens dans la localité et notamment une partie des bois dont celle-ci était largement couverte. Les défrichements effectués permirent d'accroître les terres de cultures, Ollignies ayant toujours été une commune essentiellement rurale. Avec l'agriculture, la fabrication des toiles de lin fut longtemps l'une des principales activités des habitants qui au XIXe siècle, tiraient également leurs ressources du commerce du bois et de l'extension de la culture de la chicorée qui alimentait une petite industrie.
En 1883, les Bernardines d'Esquermes (Lille) vinrent fonder une maison de leur congrégation et ouvrir un pensionnat dans la paroisse d'Ollignies.

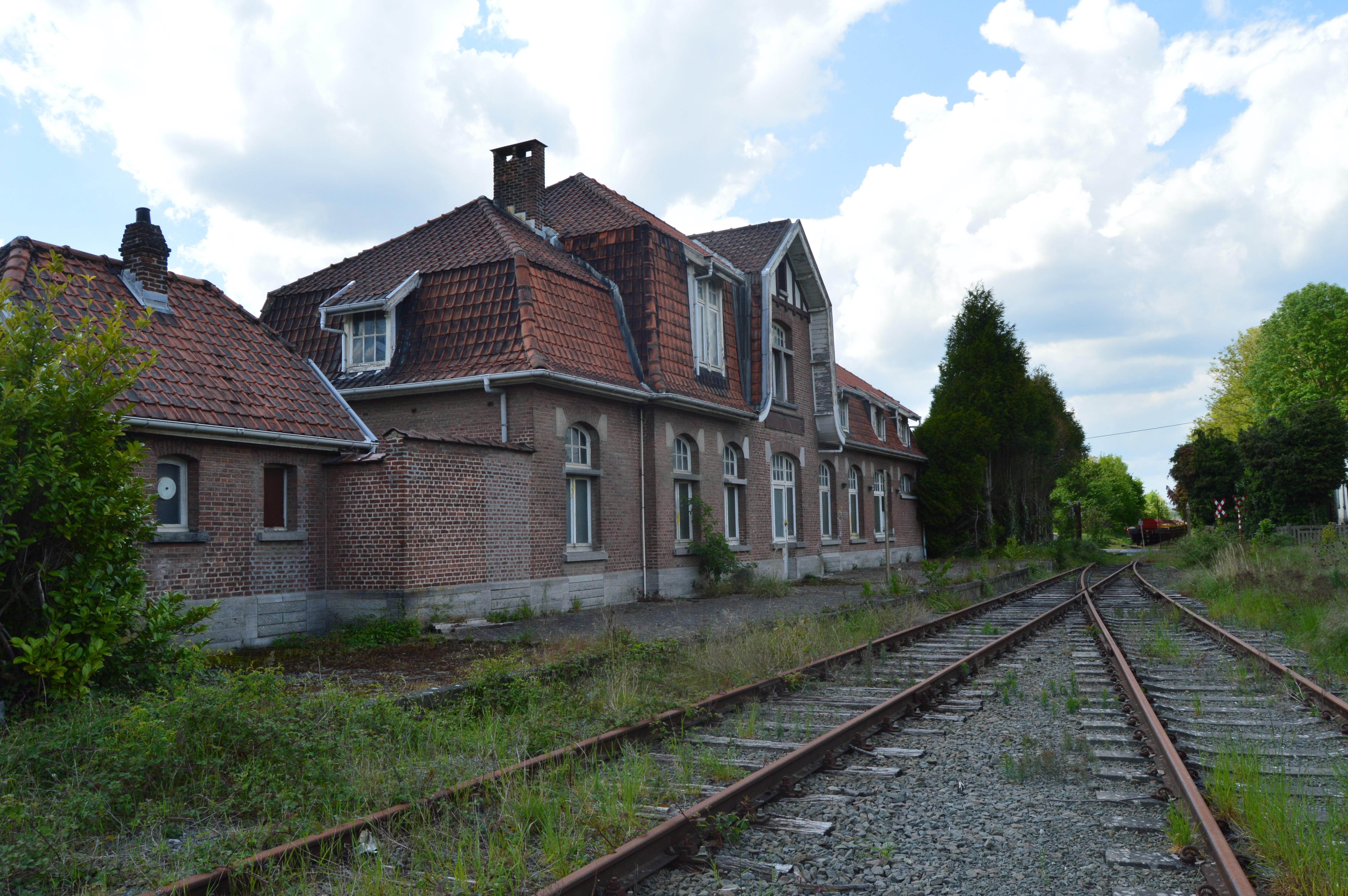
Ancienne gare d'Ollignies.

Ollignies avait une gare sur la ligne de chemin der fer entre Bassilly et Renaix. La ligne fut ouverte en 1880 entre Bassilly et Lessines, et est fermée au trafic voyageurs depuis 1960.
Dans les dernières années du siècle, se développa aussi la production du tabac qui, caractéristique de la région de Lessines-Flobecq et limitée d'abord aux besoins locaux, devint très florissant avant et pendant la Première Guerre mondiale, mais connut par la suite un recul dû à la concurrence étrangère, au tassement des prix et à la transformation du milieu agricole qu'a introduite la mécanisation. Dans les années 1960, les agronomes de l'État encouragèrent le maintien de cette culture, qui peut constituer un appoint idéal pour une agriculture basée sur des petites et moyennes exploitations. Les exploitations agricoles sont davantage orientées vers l'élevage -en grande extension depuis le début du siècle- tout en continuant à réserver une place de choix aux céréales et aux plantes industrielles. Pour le reste, signalons qu'une centaine de personnes sont occupées dans deux petites entreprises, l'une spécialisée dans l'ameublement et l'autre dans la fabrication de matériaux de construction et de travaux publics.

## Armories
|  | Blasonnement : D'or au lion de gueules, armé, lampassé et couronné d'azur à la bordure engrêlée de sable. - Arrêté royal : 12 juin 1911 Source du blasonnement : Blason d'Ollignies sur le site Heraldry-wiki.com |

## Personnalités
- Édouard-Joseph Belin (1821-1892), 24e évêque de Namur, est né à Ollignies.
- Louis Scutenaire (1905-1987), poète et écrivain surréaliste belge, est né en 1905 à Ollignies.